# Краеглазка петербургская
Краеглазка петербургская, или Буроглазка малая, или Краеглазка лесная (лат. Lasiommata petropolitana) — вид дневных бабочек из семейства бархатниц.
Видовой эпитет лат. petropolitana означает «жительница Петрограда».

## Описание

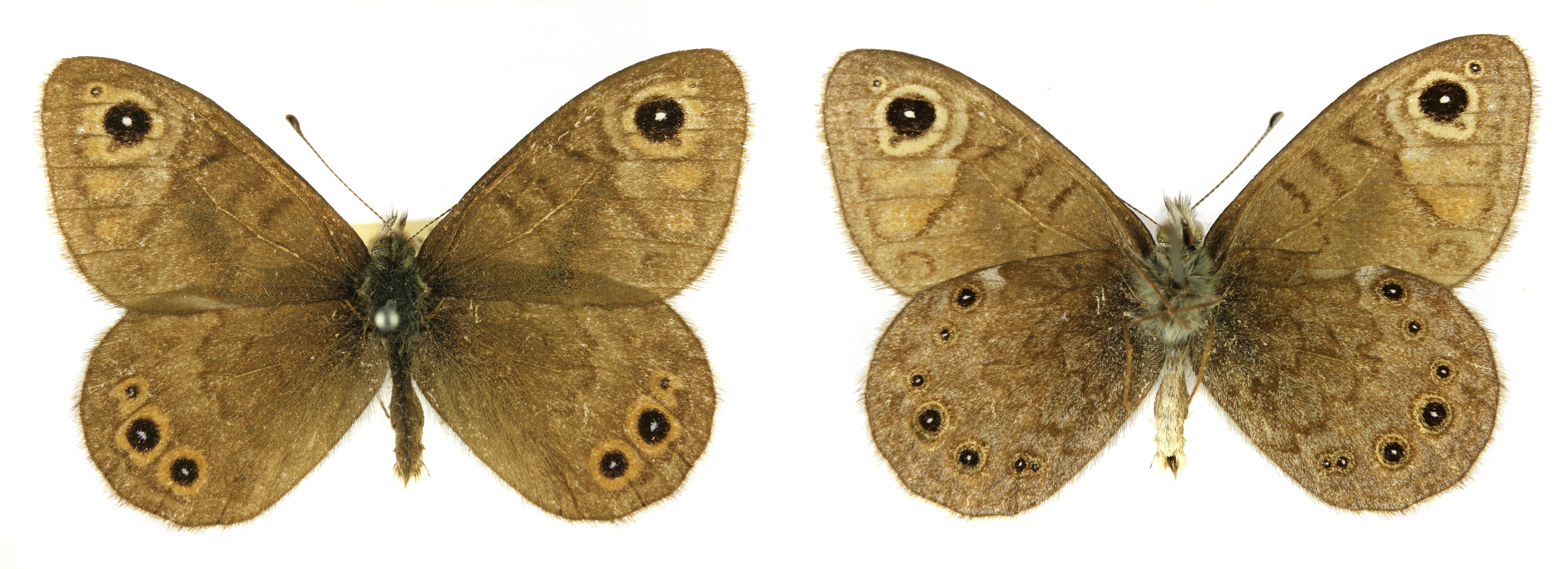

У самца длина переднего крыла 19—25 мм. Переднее крыло сверху буро-коричневое, с крупным глазчатым пятном на желтовато-охристом поле у вершины; иногда рядом с этим пятном располагаются 1—2 мелких добавочных глазка. Андрокониальное поле слабо выделяется на тёмном поле крыла. Вдоль внешнего края крыла у некоторых экземпляров располагается несколько нечётких, слабо контрастирующих с фоном ржаво-коричневых пятен. Заднее крыло сверху коричнево-бурое, с 3—4 глазчатыми пятнами в коричневой оторочке и тонкой, изломанной тёмной постдискальной линией, идущей поперёк жилок; такие же тёмные линии можно рассмотреть в дискальной области переднего крыла сверху. На нижней поверхности переднего крыла глазчатое пятно оторочено белесовато-жёлтым полем, нижняя поверхность заднего крыла серо-коричневая, с полным рядом мелких глазчатых пятен по краю, окружённых тонкими концентрическими кольцами; одна из поперечных изломанных линий, образующих рисунок, выражена слабее остальных.
Длина переднего крыла у самки 19—23 мм. Крылья сверху коричнево-бурые, с обширными охристо-жёлтыми пятнами, на которых расположены чёткие, центрированные белым глазки. Пересекающие крылья тёмные линии выражены сильнее, чем у самца. Снизу рисунок как у самца, но светлее и контрастнее.
Описана из окрестностей Санкт-Петербурга.

## Распространение
Северная Европа (горы Фенноскандии), горные массивы Средней и Южной Европы (отсутствует на Пиренейском и Апеннинском полуостровах и на Британских островах), север европейской части России, центр европейской части России, Беларусь, Прибалтика, юг европейской части России, юго-восток, юг и юго-запад Украины, Молдова, Урал, Сибирь (включая Охотское побережье, Сахалин), Дальний Восток (на восток до Приамурья), Северная Турция, прилежащие горные страны, включая Монголию, высокогорное плато Восточной Маньчжурии.
На Кавказе известна с северного склона Главного хребта, из окрестностей Боржоми и Артвина.

## Местообитания
На Кавказе Населяет хвойные и смешанные леса предгорий и гор.
В Подмосковье основными местами обитания являются сухие светлые сосновые боры с развитым травяным ярусом. Бабочки предпочитают держаться на полянах, прогалинах, лесных дорогах, летают над самой землёй, часто присаживаясь на землю или на основания стволов сосен. Хорошо маскируются под общий фон. Далеко на открытые места не вылетают.
В Северной Азии встречается по влажным луговым местам, около лесных болот, лесным полянам, просекам и дорогам в тайге и южнее в приобских борах, в горах и гумидных условиях до верхней границы леса.

## Экология
Вид внесён в Красную книгу Московской области. Для жизненной популяции вида необходимы крупные лесные массивы. Перелёт в другие лесные массивы затруднён, так как бабочка далеко на открытые места не залетает.

## Развитие
Развивается в одном поколении, на юге в двух. Яйца шаровидные, с неясными рёбрышками, розовато-белые или бледно-зелёные; откладываются по одному на кормовых растениях.
Гусеница зелёная, с тонкой тёмно-зелёной полоской вдоль спины, отчётливой только в задней части тела, и двумя беловато-жёлтыми продольными линиями на каждом боку.
Куколка зелёная, одноцветная. Она обычно подвешена стебле, траве, между камнями. Зимует куколка или гусеница. Лёт бабочек в конце мая — начале июля, второе поколение — август.
Кормовые растения гусениц: злаки, в том числе канареечник, вейник пурпурный, пырейник собачий, мятлик.

## Классификация
- Lasiommata petropolitana var. ominata — Северная Европа, Урал, Западная Сибирь
- Lasiommata petropolitana var. sestia — Алтай
- Lasiommata petropolitana var. falcidia — Забайкалье, Дальний Восток, Приамурье